# Methimelkunda Wadi, Bhalki
Methimelkunda Wadi là một làng thuộc tehsil Bhalki, huyện Bidar, bang Karnataka, Ấn Độ.